# Рубин (стадион)
«Рубин» — стадион в Казани. Находится в Авиастроительном районе, микрорайоне Соцгород, между улицами Дементьева и Копылова, на территории спортивной базы футбольного клуба «Рубин». Его тренировочная домашняя арена (матчевые домашние арены — стадион «Центральный» и новый главный городской стадион «Казань-арена» с 2013 года).

## История
Первый матч был сыгран на стадионе 20 мая 1958 года. В тот день казанская «Искра» встречалась с «Энергией» из города Волжский и одержала победу со счётом 6:1. Казанская команда проводила все свои домашние матчи на этом стадионе до 1960 года.
21 августа 1960 года «Искра» переехала на новый стадион — Центральный. В конце 1969 года «Рубин» временно вернулся на свой старый стадион, это было связано с реконструкцией Центрального. 
В 1970 году стадион был закрыт на реконструкцию. Вместо деревянных трибун были возведены железобетонные. Газон стадиона был поднят, а также была установлена новая система дренажа. 19 сентября 1982 года стадион был открыт после реконструкции.
В конце 1990-х годов проведена частичная модернизация с установкой на разных зрительских трибунах красных и зелёных сидений цветов ФК «Рубин». 
Для использования в качестве одного из объектов летней Универсиады 2013 года в Казани также проведена частичная реконструкция и модернизация.
В первой половине 2010-х годов на стадионе «Рубин» некоторые домашние матчи чемпионата Премьер-лиги проводил ФК «Рубин». 27 февраля 2014 года на стадионе прошёл матч 1/16 финала Лиги Европы между «Рубином» и испанским «Реалом Бетисом» (Севилья). Является домашним стадионом для молодёжной команды, играющей в М-лиге, юношеской команды «Рубина», участвующей в ЮФЛ, а также женской команды «Рубина» — участницы чемпионата Суперлиги. Принимал ряд матчей первенств ФНЛ и ПФЛ, в частности, в 2019 году все домашние матчи на «Рубине» в связи с реконструкцией своего стадиона провёл нижнекамский «Нефтехимик». В январе 2020 года РФС понизил категорию стадиона до третьей из-за ненадлежащего состояния искусственного газона.
На территории стадиона «Рубин» имеется несколько полей, на одном из которых (с трибунами) проводились матчи Второго дивизиона (домашняя команда — «Рубин-2») и молодёжного первенства.
Также на стадионе «Рубин» проводятся матчи чемпионата Татарстана по футболу, являющегося Четвёртым (пятым по силе) дивизионом в системе российских лиг.